# Freshman del Año de la NABC
El Freshman del Año de la NABC (en inglés NABC Freshman of the Year) es un premio anual presentado por Adidas y concedido por la Asociación Nacional de Entrenadores de Baloncesto (NABC, en sus siglas en inglés), que reconoce al mejor jugador de primer año del baloncesto universitario. Se otorga desde la temporada 2016-17.

## Leyenda
| † | Co-Freshman del Año |
| * | Galardonado con un premio nacional al Jugador del Año como fresman: el Naismith College Player of the Year o el Premio John R. Wooden |

## Ganadores
| Temporada | Jugador           | Universidad    | Posición        | Ref.  |
| --------- | ----------------- | -------------- | --------------- | ----- |
| 2016–17   | Lonzo Ball        | UCLA           | Base            | [ 1 ] |
| 2017–18   | Marvin Bagley III | Duke           | Pívot           | [ 2 ] |
| 2018–19   | Zion Williamson*  | Duke           | Ala-Pívot       | [ 3 ] |
| 2019–20   | Vernon Carey Jr.  | Duke           | Ala-Pívot       | [ 4 ] |
| 2020–21   | Cade Cunningham   | Oklahoma State | Base            | [ 5 ] |
| 2021–22   | Jabari Smith      | Auburn         | Ala-Pívot       | [ 6 ] |
| 2022–23   | Brandon Miller    | Alabama        | Alero           | [ 7 ] |
| 2023–24   | Reed Sheppard     | Kentucky       | Escolta         | [ 8 ] |
| 2024–25   | Cooper Flagg      | Duke           | Escolta / Alero | [ 9 ] |

## Ganadores por universidad
| Universidad    | Ganadores | Años                   |
| -------------- | --------- | ---------------------- |
| Duke           | 4         | 2018, 2019, 2020, 2025 |
| Alabama        | 1         | 2023                   |
| Auburn         | 1         | 2022                   |
| Kentucky       | 1         | 2024                   |
| Oklahoma State | 1         | 2021                   |
| UCLA           | 1         | 2017                   |